# 투르크메니스탄 민주당
투르크메니스탄 민주당(투르크멘어: Türkmenistanyň Demokratik Partiýasy)은 1991년에 창당된 투르크메니스탄의 정당이자 집권 여당으로, 전체 의석의 과반수를 차지하는 제1정당이다. 2013년까지 구르반굴리 베르디무하메도프 대통령이 당 대표를 맡았다. 2007년 12월에 실시된 투르크메니스탄 인민 평의회 선거에서 2507석 전체를 차지했으며, 2008년 12월에 실시된 투르크메니스탄 총선에서 125석 중 124석을 차지했다. 2013년 12월 15일 투르크메니스탄 국회의원 283석 중 민주당은 99석, 투르크메니스탄 노동조합은 31석, 생산업자, 기업자 연합은 14석, 투르크메니스탄 여성 연합은 16석, 투르크메니스탄 청년 연합은 8석, 시민 단체는 7석을 차지하였다. 이 선거는 투르크메니스탄의 최초 다당제 선거이지만, 모두 이의를 제기하였고, 당사자는 대통령 구르반굴리 베르디무하메도프에 대한 충성을 주장했다. 이전 선거까지 여당이었던 '투르크메니스탄 민주당'은 이번 선거의 결과로 125석 중 47석을 얻었다. 이 선거로 인해 투르크메니스탄 민주당은 투르크메니스탄 의회의 야당이 되었다. 이것은 1991년 구 소련 독립 이후 처음 있는 일이다. 2023년 3월 총선에서 125석 중 65석을 얻었다.

## 역대 당수
| #   | 대표                        | 기간                  | 비고                               |
| --- | --------------------------- | --------------------- | ---------------------------------- |
| 1대 | 사파르무라트 니야조프       | 1991년부터 2006년까지 | 임기 중 사망                       |
| 2대 | 구르반굴리 베르디무하메도프 | 2006년부터 2013년까지 | 2007년 8월 4일까지 대행, 이후 사직 |
| 3대 | 카심굴리 바바예프           | 2013년부터 2018년까지 |                                    |
| 4대 | 아타 세르다로프             | 2018년부터 현재까지   |                                    |

## 역대 대통령 선거결과
| 실시년도 | 대통령 후보                 | 1차투표 득표수 | 1차투표 득표율 | 2차투표 득표수 | 2차투표 득표율 |
| -------- | --------------------------- | -------------- | -------------- | -------------- | -------------- |
| 1992년   | 사파르무라트 니야조프       | 1,874,357      | 99.5% (#1)     |                |                |
| 2007년   | 구르반굴리 베르디무하메도프 | 2,357,120      | 89.23% (#1)    |                |                |
| 2012년   | 구르반굴리 베르디무하메도프 | 2,806,265      | 97.14% (#1)    |                |                |
| 2017년   | 구르반굴리 베르디무하메도프 | 3,090,610      | 97.69% (#1)    |                |                |
| 2022년   | 세르다르 베르디무하메도프   | 2,452,705      | 72.97% (#1)    |                |                |

## 같이 보기
- 투르크메니스탄 의회